# Guennadi Mitrofánov
Guennadi Mitrofánov (en ruso: Геннадий Митрофанов) es un deportista ruso que compitió en tiro con arco, en la modalidad de arco recurvo.
Ganó dos medallas en el Campeonato Mundial de Tiro con Arco en Sala, en los años 1993 y 2001, y dos medallas en el Campeonato Europeo de Tiro con Arco al Aire Libre, en los años 1994 y 1996.

## Palmarés internacional
| Campeonato Mundial en Sala       | Campeonato Mundial en Sala | Campeonato Mundial en Sala | Campeonato Mundial en Sala |
| Año                              | Lugar                      | Medalla                    | Prueba                     |
| -------------------------------- | -------------------------- | -------------------------- | -------------------------- |
| 1993                             | Perpiñán (Francia)         | Medalla de oro             | Individual                 |
| 2001                             | Florencia (Italia)         | Medalla de plata           | Equipo                     |
| Campeonato Europeo al Aire Libre |                            |                            |                            |
| Año                              | Lugar                      | Medalla                    | Prueba                     |
| 1994                             | Nymburk (República Checa)  | Medalla de plata           | Equipo                     |
| 1996                             | Kranjska Gora (Eslovenia)  | Medalla de oro             | Equipo                     |